# 달파란
달파란(1966년 7월 16일 ~ ) 혹은 강기영은 대한민국의 대중음악인이다. 주로 록과 전자 음악을 기반으로 활동하고 있다.
서울에서 태어나 용산고등학교를 졸업하였으며 한국 헤비 메탈과 일렉트로니카의 1세대격 음악인으로 시나위 창립 당시의 베이시스트였다. 그러나 1집 레코딩 중에 그룹을 탈퇴하여 2집때 다시 복귀하게 된다. 이후 얼터너티브 성향의 H2O의 2집과 3집에서 활동을 했고 1995년에는 H2O에서 만난 기타리스트 박현준과 함께  보컬 이윤정을 영입하여 삐삐밴드를 만들어 펑크를 시도하였는데, 당시로서는 파격적인 곡의 구성으로 화제를 모았다. 1997년에 이윤정 탈퇴 이후 고구마(병준)를 영입하여 '삐삐롱스타킹'으로 그룹 명을 바꾸어 이어서 활동하였다. 90년대 말 '달파란'이라는 이름으로 개명한 후 테크노 앨범을 발표하여 전자음악을 본격적으로 시작했으며 2004년에는 고구마와 함께 그룹 '달파란&병준'을 결성하여 이후 모던 록 적인 전자음악을 시도하고 있다. 또한 《거짓말》, 《달콤한 인생》 등 많은 영화 음악을 제작하기도 하였다.
2007년 경향신문과 음악전문 웹진 '가슴네트워크'가 선정한 한국대중음악 100대 명반에 삐삐밴드의 1집 《문화혁명》이 51위에 선정되었다. 그의 테크노 음악에 사용된 음색들은 대부분 사이키델릭하며 그의 날카롭고 공격적 음색은 대부분 Waldorf 와 TB-303과 같은 고가의 빈티지 전자악기가 사용됐다.

## 음반

### 정규 및 싱글
- 1987년 시나위 2집 《Down And Up》
- 1991년 H2O 2집 《걱정하지마》
- 1993년 H2O 3집 《오늘 나는》
- 1995년 삐삐밴드 1집 《문화혁명》
- 1996년 삐삐밴드 2집 《불가능한 작전》
- 1996년 삐삐밴드 리메이크 《붕어빵》
- 1997년 삐삐롱스타킹 《바보버스》 (싱글)
- 1997년 삐삐롱스타킹 3집 《원 웨이 티켓》
- 1998년 달파란 1집 《휘파람 별》
- 2004년 달파란&병준 1집 《모조소년》

### 참여 앨범
- 1997년 도시락특공대 1집 《맛있는 옴니버스 도시락특공대》
- 2002년 《유희열이 초대하는 새로운 음악세계》 (11. Rain)
- 2005년 《국악축전기념음반》 (10. 2005 쾌지나칭칭나네)
- 2005년 《Eastronika Episode.1》 (15. Love)

### 영화 음악
- 1999년 《거짓말》 O.S.T
- 2001년 《장난감 코끼리 몽크》 (동화책)
- 2002년 《성냥팔이 소녀의 재림》 O.S.T.
- 2002년 《철없는 아내와 파란만장한 남편 그리고 태권소녀》 O.S.T
- 2005년 《달콤한 인생》 O.S.T
- 2005년 《소년, 천국에 가다》 O.S.T
- 2005년 《다세포 소녀》 O.S.T
- 2005년 《구미호 가족》 O.S.T
- 2012년 《도둑들》 O.S.T
- 2015년 《경성학교》 O.S.T
- 2015년 《암살》 O.S.T
- 2016년 《곡성》 O.S.T
- 2018년 《독전》 O.S.T
- 2020년 《도굴》 O.S.T

### 프로듀서
- 1992년 강산에 4.5집
- 1997년 이윤정 1집 (믹싱 엔지니어)
- 2012년 김C EP 《Priority》
- 2012년 무키무키만만수 1집 《2012》[5]

## 수상 목록
- 2021년 제41회 청룡영화상 음악상

## 같이 보기
- 시나위
- 삐삐밴드